# Fernando Lopes
Fernando Lopes (Alvaiázere, 2 maggio 1935 – Lisbona, 2 maggio 2012) è stato un regista portoghese.
Fernando Marques Lopes meglio conosciuto come Fernando Lopes è un cineasta portoghese, considerato uno dei pionieri del cinema del suo paese insieme ad autori come Paulo Rocha, per la rottura totale con l'artificiosità del cinema che l'aveva preceduto. Ha insegnato cinema al Conservatorio Nazionale Portoghese, adesso conosciuto come Scuola del Cinema e di Teatro di Lisbona (Escola Superior de Teatro e Cinema). È morto a Lisbona all'età di 76 anni

## Biografia
Nato a Maçãs de Dona Maria, frazione di Alvaiázere, nel distretto di Leiria, trascorse l'infanzia a Ourém sotto la tutela di una zia. Giunse a Lisbona all'età di dieci anni, cominciando a lavorare come fattorino e portando in seguito a termine gli studi tecnici. Si avvicinò al cinema grazie all'attività del Cineclub curata da José Ernesto de Sousa. Dopo l'assunzione tra il personale tecnico della televisione di stato, nel 1959 si trasferì a Londra grazie ad una sovvenzione del fondo del cinema nazionale portoghese diplomandosi in regia presso la London Film School. Il primo film, Belarmino, è del 1964. Dedicata alla storia del pugile Belarmino Fragoso è stata considerata un'opera chiave per il Cinema Novo portoghese insieme ad altri titoli rilevanti come Dom Roberto di José Ernesto de Sousa e Os Verdes Anos di Paulo Rocha. Belarmino arriva anche in Italia, al Festival di Pesaro e al Festival di Salso Porretta. 
Nel 1980 ha fondato la rete televisiva RTP2 di cui è stato direttore nel 1980.

## Cinema verità
È stato scritto che Fernado Lopes non si sarebbe mai separato del tutto dal suo primo lungometraggio, Belarmino, «erede del Cinema verità, delle nuove strategie documentaristiche sperimentate in TV, delle tecniche d'improvvisazione». L'aspetto interessante prevale su ciò che è negativo o positivo. Nel film si assiste come a uno schivare le domande dell'intervista interrogatorio con uno stile pugilistico dove prima della verità viene l'onore. Lo stesso Lopes in un'intervista parla di Belarmino non come un film di cinema verità e sostituisce tale etichetta con quella di cinema menzogna.

## Filmografia
- 98 Octanas (2006)
- Lá Fora (2004)
- O Delfim (2002)
- Cinema (2001)
- Gérard, Fotógrafo (1998) (TV)
- Fio do Horizonte, O (1993)
- Matar Saudades (1988)
- Crónica dos Bons Malandros (1984)
- Lisboa (1979) (TV)
- Nós por cá Todos Bem (1978)
- Cantigamente (1 episode, 1976)
- Encoberto, O (1975)
- Uma Abelha na Chuva (1972)
- Era Uma Vez... Amanhã (1972)
- A Aventura Calculada (1972)
- Nacionalidade: Português (1972)
- Vermelho, Amarelo e Verde (1969)
- Tejo na Rota do Progresso (1967)
- Hoje à Estreia (1967)
- Cruzeiro do Sul (1966)
- Se Deus Quiser (1966)
- Belarmino (1964)
- Rota do Progresso (1964)
- Palavras e os Fios, As (1962)
- Voo da Amizade, O (1962)
- Pedras e o Tempo, As (1961)